# Jaama (Saare)
Jaama – wieś w Estonii, w prowincji Jõgeva, w gminie Saare.